# Antikrists mirakler
Antikrists mirakler är en roman av den svenska författaren Selma Lagerlöf, utgiven 1897.
Romanen utspelas i Sicilien under det sena 1800-talet. En undergörande Kristusbild kommer till småstaden Diamante. Men bilden är bara en kopia av den i sin tur undergörande Kristusbilden ur basilikan Santa Maria in Aracoeli i Rom. Bilden förmår människorna att hjälpa varandra och bygga en järnväg. Kristusbilden, kallad "Antikrist" eftersom den ser alldeles ut som Kristus, bär inskriptionen Mitt rike är endast av denna värld och är en symbol för socialism. Romanen Antikrists mirakler syftar att försona kristendomen och socialism.